# Brad Daugherty (Basketballspieler)
Bradley Lee Daugherty (* 19. Oktober 1965 in Black Mountain, North Carolina) ist ein ehemaliger US-amerikanischer Basketballspieler. Daugherty war beim NBA-Draft 1986 der first overall Pick und spielte seine gesamte Karriere für die Cleveland Cavaliers. 

## College
Daugherty spielte für die erfolgreiche University of North Carolina unter dem Traineridol Dean Smith. Unter anderem war Daugherty zwischen 1982 und 1984 Teamkollege von Michael Jordan. Daugherty galt als einer der besten Centerspieler seiner Zeit. Bereits als 16-Jähriger spielte er für das Collegteam der Tar Heels. 2002 wurde er in die North Carolina Sports Hall of Fame aufgenommen.

## NBA
Beim NBA-Draft 1986 zogen die Cleveland Cavaliers an 1. Stelle. Gemeinsam mit seinen Rookie-Kollegen Ron Harper und Mark Price verbesserten die Cavaliers ihre Bilanz. Daugherty wurde ins NBA All-Rookie Team berufen. Über die nächsten Jahre war er ein beständiger Punktelieferant und Rebounder. Er wurde zwischen 1988 und 1993 fünfmal für das NBA All-Star Game nominiert. 1992 wurde er auch ins All-NBA Third Team berufen.
Im Alter von 30 Jahren gab er, nach zweijähriger Inaktivität, aufgrund von Rückenbeschwerden sein Karriereende bekannt. Während seiner achtjährigen Karriere erzielte Daugherty 19 Punkte, 9,5 Rebounds und 3,7 Assists pro Spiel. Er verließ die Cavaliers als erfolgreichster Punktesammler und Rebounder der Teamgeschichte. Sein Punkterekord wurde später von LeBron James überboten, sein Reboundrekord von Žydrūnas Ilgauskas. Seine Trikotnummer 43 wurde am 1. März 1997 von den Cavaliers zurückgezogen.

## Karriereende
Nach seinem Karriereende arbeitete Daugherty als Analyst für Collegebasketballspiele sowie als Kommentator der NASCAR-Rennserie für ESPN. Er war ebenfalls Mitbesitzer des Camping-World-Truck-Series-Teams Liberty Racing. Heute arbeitet er weiterhin als Kommentator und Analyst für die NASCAR-Rennserie und ist ebenfalls Mitbesitzer des JTG Daugherty Racing Team.

## Titel und Auszeichnungen
- NBA All-Star: 1988, 1989, 1991, 1992, 1993
- All-NBA Third Team: 1992
- NBA All-Rookie Team: 1987
- Trikotnummer #43 bei den Cleveland Cavaliers zurückgezogen

## Belege
1. ↑  LeBron claims Cavs' scoring crown en route to win over Raptors
2. ↑  LeBron, Ilgauskas set team records as Cavs win ninth straight
3. ↑  Daugherty to become part-owner of JTG Racing, field full-time Cup team

| Personendaten    | Personendaten                               |
| ---------------- | ------------------------------------------- |
| NAME             | Daugherty, Brad                             |
| ALTERNATIVNAMEN  | Daugherty, Bradley Lee (vollständiger Name) |
| KURZBESCHREIBUNG | US-amerikanischer Basketballspieler         |
| GEBURTSDATUM     | 19. Oktober 1965                            |
| GEBURTSORT       | Black Mountain, Vereinigte Staaten          |